# Shams of Society
Shams of Society è un film muto del 1921 diretto da Thomas B. Walsh. L'adattamento di Mary Murillo e Kenneth O'Hara si basa Shams, racconto di Walter McNamara di cui non si conosce la data di pubblicazione. Il film fu prodotto dalla casa di produzione del regista; aveva come interpreti Barbara Castleton, Montagu Love, Julia Swayne Gordon, Macey Harlam, Edwards Davis, Gladys Feldman, Lucille Lee Stewart, Sally Tysha.

## Trama

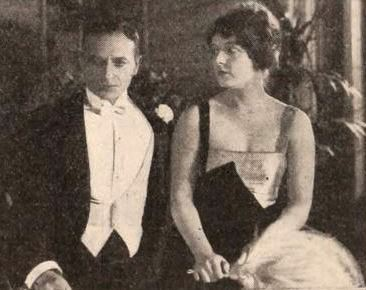
Montagu Love e Barbara Castleton

Benché sia sposata a un uomo benestante, Helen Porter si trova spesso in situazioni imbarazzanti quando non può disporre del necessario denaro contante per le sue spese. Accompagnando la signora Crest in una casa da gioco che si trova mascherata dietro a un negozio di abbigliamento, è costretta a prendere del denaro in prestito impegnando alcuni gioielli con Milton Howard. Spinta da Howard, Helen ruba un prezioso anello indiano a un ricevimento e quando va a impegnarlo, Howard la forza a un appuntamento con lui. Nel frattempo, il giudice Harrington, venuto a conoscenza dei suoi problemi, induce Porter a dare alla moglie un assegno di cinquemila dollari. Porter, sospettoso, segue la moglie fino all’incontro con Howard e sta quasi per sparargli quando l’altro rivela il suo punto di vista sui falsi valori della società. Marito e moglie si riconciliano, raggiungendo un’intesa felice.

## Produzione
Il film fu prodotto dalla Walsh-Fielding Productions con il titolo di lavorazione Worldly Goods.

## Distribuzione
Il copyright del film, richiesto dalla Walsh-Fielding Productions, fu registrato il 18 settembre 1921 con il numero LP17065. Nello stesso giorno, distribuito dalla Robertson-Cole Distributing Corporation, uscì anche nelle sale statunitensi.
Non si conoscono copie ancora esistenti della pellicola che viene considerata presumibilmente perduta.